# Портрет Семёна Георгиевича Гангеблова
«Портрет Семёна Георгиевича Гангеблова» — картина Джорджа Доу и его мастерской из Военной галереи Зимнего дворца.
Картина представляет собой погрудный портрет генерал-майора Семёна Георгиевича Гангеблова из состава Военной галереи Зимнего дворца.
С начала Отечественной войны 1812 года генерал-майор Гангеблов был шефом 12-го егерского полка и находился в рядах Дунайской армии адмирала П. В. Чичагова, отличился в сражении на Березине и преследовании остатков Наполеоновской армии. В Заграничном походе 1813 года сражался в Пруссии, отличился в сражении под Бауценом, где получил тяжёлое ранение и вынужден был оставить действующую армию.
Изображён в генеральском мундире, введённом для пехотных генералов 7 мая 1817 года. Слева на груди звезда ордена Св. Анны 1-й степени; на шее крест ордена Св. Владимира 3-й степени; справа на груди крест ордена Св. Георгия 4-го класса, серебряная медаль «В память Отечественной войны 1812 года» на Андреевской ленте, золотые кресты «За взятие Очакова» и «За взятие Праги». Справа чуть ниже эполета подпись художника и дата: G Dawe RA 1826 (в две строки). Подпись на раме: С. Г. Гангебловъ, Генералъ Маiоръ.
7 августа 1820 года Комитетом Главного штаба по аттестации Гангеблов был включён в список «генералов, заслуживающих быть написанными в галерею» и 17 октября 1822 года император Александр I приказал написать его портрет. Гонорар Доу был выплачен 13 марта 1823 года и 19 мая 1824 года. Готовый портрет был принят в Эрмитаж 15 июня 1826 года.
В 1840-е годы в мастерской И. П. Песоцкого с портрета была сделана литография, опубликованная в книге «Император Александр I и его сподвижники» и впоследствии неоднократно репродуцированная.